# フゲチ
フゲチ（モンゴル語: Хөхөч, 中国語: 忽哥赤 Hügeči、? - 1271年）は、モンゴル帝国の皇族で、第5代皇帝クビライ・カアンの庶子。『元史』などの漢文史料では忽哥赤、『集史』などのペルシア語史料ではهوگاچیHūgāchīと記される。また、『東方見聞録』ではカラジャン王国の王コガチン(Cogachin)と表記されている。

## 概要
『集史』の記述によるとクビライの側室の一人、ドルベン部出身のドルベジン・ハトゥンより生まれ、同母兄弟には西平王アウルクチがいたという。フゲチはクビライの庶子の中では年長で、至元4年（1267年）には既に嫡子のチンキム・マンガラ・ノムガンとともに銀3万両の下賜を受けている。
帝位継承戦争に勝利を収め、唯一のカアンとなったクビライは自身の領土を大きく三つに分け、華北地方（ヒタイ地方）を燕王チンキムに、旧西夏領（タングート地方）を安西王マンガラに、モンゴリアを北平王ノムガンに分封した。これに加え、クビライはフゲチを雲南王に封じて雲南方面に出鎮させ、アウルクチを西平王に封じてチベット方面に出鎮させた。フゲチ、アウルクチの所領はチンキムらの王国より比較的小規模であり、安西王マンガラの統令下にあったものと見られる。
至元4年（1267年）、雲南王に封ぜられたフゲチは王傅ココダイ、府尉柴禎、司馬寧源らを従えて雲南地方に赴き、当地の行政を掌握した。フゲチの出鎮にあわせて王家の家政機関である王府と雲南地方の統治機関である大理等処行六部が設置され、これらの機関は王相府と総称された。当時の雲南地方は大きく三つの地方に分けられ、西北のモソ族とその周辺からなるチャガン・ジャン、中東部の鄯闡と三十七部蛮地区からなるカラ・ジャン、大理を中心とする西方の大理地区があった。フゲチはこれらの地区の統治に加え、未だモンゴルに服属していない南方の安南やザルダンダン（金歯）への進出にも携わっていた。
フゲチの雲南地方への出鎮はクビライによる息子への分封という性格のほかに、モンゴルによる雲南支配の強化という一面も持っていた。このため、フゲチの登場によって既得権益を侵された宝合丁は至元8年（1271年）、賄賂によって王相府の官と共同でフゲチを毒殺した。事態を重く見たクビライは断事官博羅歓を派遣し、宝合丁を処刑させた。フゲチの毒殺を受けてクビライは雲南統治の方針を変更し、サイイド・アジャッル・シャムスッディーンを派遣し、雲南行省を設立して雲南の安定した支配を確立しようとした。このためフゲチの息子のエセン・テムルが雲南王位を継承したのはサイイド・アジャッルの死後であり、フゲチの毒殺から約十年を経た至元17年（1280年）のことであった。

## 家系
フゲチの家系について、フゲチの息子のエセン・テムルまでは東西の史料の記述が一致するが、それ以後の世代については不明な点が多い。『南村輟耕録』は也先帖木児の息子として脱歓不花太子と脱魯太子の名前を挙げ、また『元史』の本紀には血縁関係の不明な「雲南王阿魯」、「雲南王孛羅」の名前が記されている。一方、『集史』ではエセン・テムルにはتوس بوقاTūs Būqā、توغسلوقTūghslūq、بولادBūlādという三人の息子がいたことが記されている。
現在では脱歓不花太子をتوس بوقاTūs Būqāに、脱魯太子をتوغسلوقTūghslūqに、雲南王孛羅をبولادBūlādにあて、元末明初のバツァラワルミを雲南王孛羅の息子とする説が有力である。
- セチェン・カアン（世祖クビライ）
  - 雲南王フゲチ（Hügeči,雲南王忽哥赤／هوگاچیHūgāchī）
    - 営王エセン・テムル（Esen Temür,也先帖木児／ایسان تیمورYīsān Tīmūr）
      - トゴン・ブカ太子（Toγan Buqa,脱歓不花太子／توس بوقاTūs Būqā）
      - トゥグルク太子（Bolot Buqa,雲南王阿魯=脱魯?／توغسلوقTūghslūq）
      - ボロト（Bolot,孛羅／بولادBūlād）
        - 梁王バツァラワルミ（Vaǰravarmi,梁王把匝剌瓦児密）